# 布里多克 (哈爾科夫區)
49°49′8″N 35°42′57″E / 49.81889°N 35.71583°E
布里多克（烏克蘭語：Брідок）是位於烏克蘭東部的村莊，由哈爾科夫州哈爾科夫區的新沃多拉哈市鎮負責管轄。該村面積0.07平方公里，海拔高度113米，2001年人口4，人口密度每平方公里57.1人。